# Giang Tây Lão Biểu
"Lão Biểu" là từ xưng hô mà người Giang Tây gọi người đồng hương cùng tỉnh, thể hiện sự thân thiết. Người ngoài tỉnh cũng gọi người Giang Tây là "Giang Tây Lão Biểu" như một cách xưng hô thân mật. Ngoài ra, người Giang Tây cận đại cũng duy trì cách xưng hô những người ngoại tỉnh di dân là "Lão Biểu", như các nơi ở Mân Bắc.